# Kanton Saint-Brice-en-Coglès
Saint-Brice-en-Coglès is een voormalig kanton van het Franse departement Ille-et-Vilaine. Het kanton maakte deel uit van het arrondissement Fougères-Vitré. Het werd opgeheven bij decreet van 18 februari 2014 met uitwerking op 22 maart 2015.

## Gemeenten
Het kanton Saint-Brice-en-Coglès omvat de volgende gemeenten:
- Baillé
- Le Châtellier
- Coglès
- Montours
- Saint-Brice-en-Coglès (hoofdplaats)
- Saint-Étienne-en-Coglès
- Saint-Germain-en-Coglès
- Saint-Hilaire-des-Landes
- Saint-Marc-le-Blanc
- La Selle-en-Coglès
- Le Tiercent